# 北宜武塔
北宜武塔，又称文峰塔，位于山西省太原市清徐县徐沟镇北宜武村南口，是清徐县现存唯一的砖塔。
北宜武塔建于清光绪三十一年（1905年）乙巳四月，系将村西南一座快塌毁的土塔改建为风水塔，六角七级楼阁式，为实心砖塔。塔刹已毁于抗日战争时期。残高10米。二层嵌有塔铭，记载建塔缘由。

## 建筑
1999年，公布为第一批清徐县文物保护单位。2011年12月31日，北宜武塔公布为第三批太原市文物保护单位。